# Haarlem-Oost
Haarlem-Oost is een stadsdeel van de gemeente Haarlem met 21.721 inwoners. Het stadsdeel bestaat uit 4 wijken ten oosten van de binnenstad en de rivier het Spaarne. Aan de oostkant wordt het stadsdeel begrensd door rivier de Liede en in het zuiden door de Schipholweg (N205).
Op de grens van Haarlem-Oost en het centrum bevindt zich de karakteristieke Koepelgevangenis, evenals Molen de Adriaan en de Scheepmakersdijk. Ook staat de enige overgebleven stadspoort in dit stadsdeel, namelijk de Amsterdamsepoort. Deze ligt aan het einde van de (gedempte) Amsterdamsevaart. Ook zijn de Oostvest, Papentorenvest en het laatste stuk van de Herensingel gedempt om plaats te maken voor het verkeer.
Haarlem-Oost valt op te delen in drie gebieden de Waarder- en Veerpolder, De Amsterdamse- en Slachthuiswijk en Parkwijk.

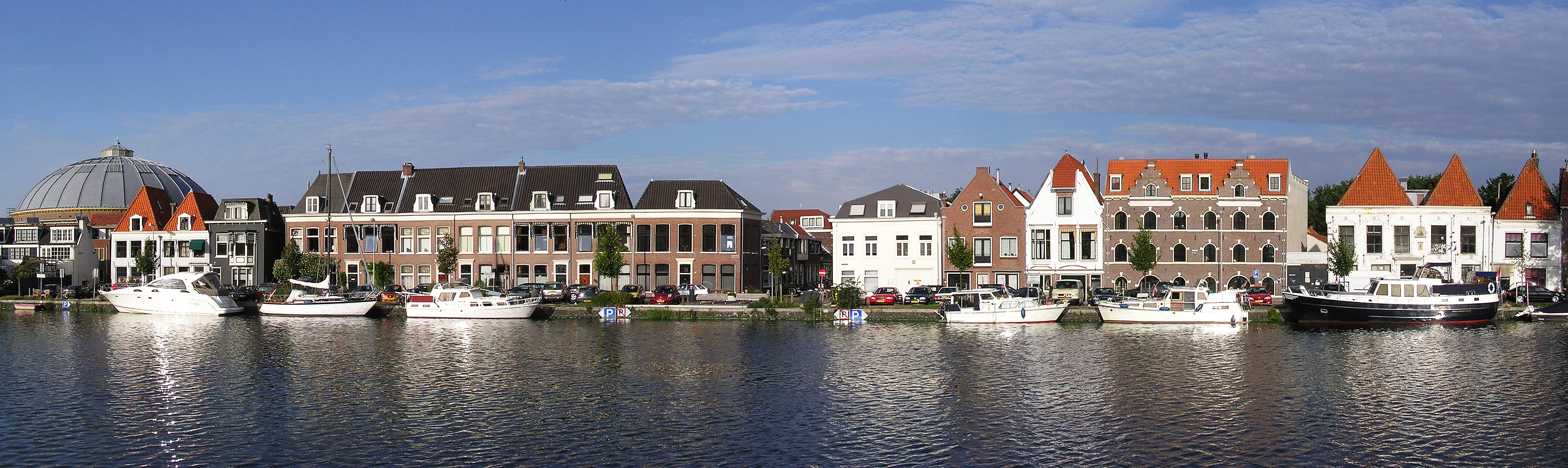
Huizen aan de Korte Dijk en Houtmarkt langs de rivier het Spaarne. Links op de achtergrond is de Koepelgevangenis te zien

## Wijken

### Waarder- en Veerpolder
De Waarder- en Veerpolder is een wijk die voornamelijk dient als een bedrijventerrein. Dit gebied huisvest veelal detail- en groothandelsbedrijven, bedrijven uit de bouwnijverheid en lichte industrie. Echter aan de randen van de wijk zijn ook woningen en groenvoorzieningen te vinden zoals de Sportheldenbuurt aan de Oudeweg op het voormalig Drosteterrein, langs het Spaane en het Schoteroog tegenover Spaarndam. Verder liggen langs het Spaarne nog meer, veelal oude, monumentale fabrieksgebouwen en loodsen. Een voorbeeld hiervan is het vroegere terrein van Energiebedrijf Haarlem; hier worden de oude monumentale panden behouden en flink opgeknapt. Dit project staat bekend als Nieuwe Energie. Een voorbeeld van een succesvol gerenoveerd pand is de Lichtfabriek, waar het hele jaar door evenementen worden georganiseerd. Een stukje verder ligt de enorme bedrijfshal van Figee, die is verbouwd tot een bedrijfsgebouw met bedrijfsruimten en lofts. Aan de oostkant van de Waarderpolder bevindt zich het hoogste bouwwerk van Haarlem: de 149 meter hoge KPN-toren. Deze wijk wordt in het westen, noorden en oosten begrensd door water, het Spaarne, Mooie Nel en de Liede respectievelijk. In het zuiden wordt de wijk begrensd door de Oude Lijn, de oudste spoorlijn van Nederland die tussen Haarlem en Amsterdam loopt. Onder deze lijn liggen tot aan de Schipholweg twee andere gebieden. het vooroorlogse Haarlem-Oost en het naoorlogse Haarlem-Oost.

### Amsterdamse- en Slachthuiswijk
Omdat de binnenstad van Haarlem al volgebouwd was zocht men naar plekken om buiten de stadsmuren te gaan bouwen, daarvoor werd begonnen met de bouw van arbeidersbuurten, als eerst werd de Oude Amsterdamsebuurt gebouwd. Vanaf 1900 werd ook begonnen met de bouw van de andere Amsterdamse buurten in de Amsterdamsewijk. Zo volgden de Potgietersbuurt en de Van Zeggelenbuurt tevens werd er een begin gemaakt aan de Slachthuiswijk met de Kruistochtbuurt. In de jaren 20 volgden daar de Karolingenbuurt, en Tussen 1930 en 1960 werd de Cremerbuurt gebouwd in de Amsterdamsewijk en de Componistenbuurt in de Slachthuiswijk. De Slachthuiswijk is vernoemd naar het slachthuis dat daar in 1907 is geopend Het vlees van de hier geslachte dieren werd o.a. naar de Vleeshal op de Grote Markt gebracht, om daar verkocht te worden. In 1993 werd er gestaakt me de slachting van dieren aldaar. Er werd toen nog wel vlees verwerkt. Het Slachthuis heeft daarna een lange tijd leeg gestaan en is toen in verval geraakt. Er wordt nu door de gemeente aan gewerkt om een herbestemming te vinden voor het terrein dat inmiddels een gemeentelijk monument is. Er wordt gewerkt aan een popschool en woningen op deze locatie.

### Parkwijk
Rond 1960 werd ten oosten van arbeidersbuurten aan de overkant van de Prins Bernhardlaan, die een barrière vormt tussen deze wijken in dit stadsdeel begonnen aan de bouw van Parkwijk. In 1960 opende hier de woonschool Parkwijk. Hier konden gezinnen terecht die moeilijkheden bij de aan- en inpassing in de maatschappij ondervonden. in de jaren 90 van de vorige eeuw zijn hier nieuwe woningen gebouwd op de plek van de woonschool, dit omdat de huizen niet meer voldeden aan de eis van woonomstandigheden van die tijd. De wijk wordt gekenmerkt door nog veel gekenmerkt door flats en rijtjeshuizen. Sinds 2011 wordt er een wijkvernieuwing ingezet, met de slagzin "Parkwijk pakt mooi uit in Haarlem" De buurt wordt opgeknapt met het Huis van Hendrik, de Haarlemse School (op de plaats van het Sint Petrus LTS uit 1967, ontworpen door Nico Andriessen) en de Groene Linten, dit project is het laatste schakelstuk in de vernieuwing van de wijken en ligt direct naast het vernieuwde stadspark, het Reinaldapark waar de wijk Parkwijk zijn naam aan heeft te danken.
De laatste grote uitbreiding van deze wijk vormde de buurt Zuiderpolder, die gebouwd is in de jaren 80 van de 20e eeuw. Hier vond experimentele woningbouw plaats. Voorbeelden hiervan zijn de Scheve Flat, De roze huizen, een ronde basisschool en de U-vormige portiekflat langs de Charta-77-vaart. Deze twee naoorlogse buurten worden gescheiden door een fietspad waar voorheen de Haarlemmermeerlijn liep.

## Oostpoort
Waar de N200 en de spoorlijn vanuit Amsterdam de stad binnenkomen wordt de komende jaren sinds het her oppakken van de plannen in 2017 gewerkt aan een nieuw uiterlijk voor deze Oostelijke entree van de stad. Zo moeten er in dit gebied rondom Station Haarlem Spaarnwoude 1.100 woningen gebouwd worden en worden de P+R-faciliteiten uitgebreid.
Centrum ·
Noord ·
Oost ·
Schalkwijk ·
Zuid-West